# Ortuťová
Ortuťová este o comună slovacă, aflată în districtul Bardejov din regiunea Prešov. Localitatea se află la altitudinea de 231 m deasupra n.m., se întinde pe o suprafață de 6,03 km2 și în 2017 număra 178 de locuitori. Se învecinează cu comuna Lipová, Bardejov.

## Istoric
Localitatea Ortuťová este atestată documentar din 1414.

## Demografie
| An:                | 1994 | 2004   | 2014    | 2024    |
| ------------------ | ---- | ------ | ------- | ------- |
| Număr de persoane: | 199  | 203    | 174     | 216     |
| Diferență:         |      | +2,01% | −14,28% | +24,13% |

| An:                | 2023 | 2024   |
| ------------------ | ---- | ------ |
| Număr de persoane: | 222  | 216    |
| Diferență:         |      | −2,70% |